# Nevzat Akpınar
Nevzat Akpınar (* 1968 in Sivas) ist ein türkischer Bağlama-Spieler, Komponist, Musikwissenschaftler und Musikgruppenleiter.
Der Bağlama-Autodidakt besuchte in den 1980ern Meisterkurse bei Talip Özkan. Tonsatz- und Instrumentenkundeunterricht erhielt er bei Tayfun Erdem. Sein Studium in Vergleichender Musikwissenschaft (Musikethnologie) und Turkologie schloss Akpınar 2002 in Berlin ab.
Der Musiker komponierte Solostücke für Bağlama nach türkischen Gedichten sowie Kammermusik. Sein Stück für Streichorchester Johann Dede wurde unter seiner Mitwirkung von den Berliner Symphonikern in der Philharmonie aufgeführt.
Als Bağlamaspieler wirkte Akpınar an so verschiedenen Projekten wie der Europatournee von Mikis Theodorakis und Zülfü Livaneli und der George-Tabori-Inszenierung von Die Entführung aus dem Serail mit. Auch begleitete er Lesungen mit der bekannten Übersetzerin aus dem Türkischen Gisela Kraft musikalisch. Mit Zotos Compania veröffentlichte Akpınar überdies zwei Musikalben. Ein Konzert in der New Yorker Carnegie Hall hatte der Musiker mit dem nach ihm benannten Nevzat Akpınar Ensemble im Rahmen eines Berlin-Festivals.